# Liste der Monuments historiques in Vaudreching
Die Liste der Monuments historiques in Vaudreching führt die Monuments historiques in der französischen Gemeinde Vaudreching auf.

## Liste der Objekte
| Bezeichnung                         | Beschreibung                                          | Standort                       | Kennzeichnung | Schutzstatus | Datum | Bild |
| ----------------------------------- | ----------------------------------------------------- | ------------------------------ | ------------- | ------------ | ----- | ---- |
| Skulpturengruppe Maria und Johannes | Stein, farbig gefasst, Ende des 16. Jahrhunderts      | in der Friedhofskapelle (Lage) | PM57000833    | Inscrit      | 1982  |      |
| Skulptur Christus in der Rast       | Kalkstein, farbig gefasst, Mitte des 16. Jahrhunderts | in der Friedhofskapelle (Lage) | PM57000389    | Classé       | 1982  |      |